# Lijst van begraafplaatsen in Košice
Dit is een (onvolledige) lijst van begraafplaatsen in de Slowaakse stad Košice.
| Afbeelding | Benaming                                                     | Plaats | Oppervlakte | Opmerkingen |
| ---------- | ------------------------------------------------------------ | --- | ----------- | --- |
|            | Verejný cintorín. Openbare begraafplaats.                    | District Juh (Zuid). Vlak bij Rastislavová 83. Locatie. | 32 ha       | Dit is de grootste begraafplaats van Slowakije. Ze heeft een capaciteit van 30.000 graven en ontstond in 1881. Het ontwerp was geïnspireerd door begraafplaatsen in Parijs. |
|            | Židovský cintorín. Joodse begraafplaats.                     | District Juh (Zuid), Vlak bij Rastislavová 87. Locatie. | 27.346 m²   | De Joodse begraafplaats maakt deel uit van de Openbare begraafplaats en is onderverdeeld in twee percelen. Op het ene perceel worden de leden van de orthodoxe gemeenschap begraven, en op het andere deel de neologische geloofsgenoten. |
|            | Južný cintorín. Begraafplaats "Zuid".                        | District Juh (Zuid) | 6.492 m²    | Nieuwe begraafplaats, in de buurt van de Openbare begraafplaats. Er is een columbarium beschikbaar. Een lijst van de graven kan online geraadpleegd worden. |
|            | Cintorín Rozália. Begraafplaats Sint-Rosalia.                | District Sever (Noord), Tussen de straten: Rozálska, Palmová en Sládkovičova. Locatie.                                                                                           | 4,47 ha     | De begraafplaats van Sint-Rosalia is een van de mooiste van Košice. Het is een homogene galerij van beeldhouwwerken en kleine architectuur. De plaats werd zeer langzaam aangevuld. In de loop van de 18e eeuw werden hier slechts 23 doden begraven, terwijl de begraafplaats reeds in 1715 in gebruik was genomen. |
|            | Starý židovský cintorín. Oude Joodse begraafplaats.          | Aan de grens tussen de stadsdelen Stare Mesto en Košice-Západ, nabij de wijk: Nová Terasa. Toegang in de buurt van de straten: Fatranská 3, Tatranská 21 en Štítová 16. Locatie. | 1.842 m²    | De oude Joodse begraafplaats werd in 1842 in gebruik genomen, op een perceel grond dat door de stad Košice geschonken werd. Dit perceel had destijds een oppervlakte van 520 m² en deed dienst tot 1888. Bij wijze van uitzondering werd de moeder van de portretschilder Leopold Horowitz hier in 1904 niet begraven. Het was haar wens te worden bijgezet naast haar echtgenoot. Op bevel van de keizer werd voor haar een uitzondering toegestaan. Slechts een deel van deze oude rustplaats is bewaard gebleven. De rest werd gesloopt tijdens de bouw van een nieuwe woonwijk en een ziekenhuiscomplex. Toch hebben ongeveer 150 grafstenen de metamorfose overleefd. De epitafen zijn in hoofdzaak vervaardigd uit zandsteen, wit of roze marmer of andesiet. Belangrijke personen werden hier ter aarde besteld. Ze getuigen van de historische en monumentale waarde van deze omgeving. |
|            | Cintorín Krásna. Begraafplaats "Krásna".                     | Stadsdeel Krásna | 2 ha        | |
|            | Cintorín Vyšné Opátske. Begraafplaats "Myslava".             | Stadsdeel Vyšné Opátske | 3.964 m²    | De begraafplaats ligt vlak bij de Kerk van het Goddelijk Hart van Jezus. |
|            | Cintorín Myslava. Begraafplaats "Myslava".                   | Stadsdeel Myslava | 19.840 m²   | |
|            | Cintorín Lorinčík. Begraafplaats "Lorinčík".                 | Stadsdeel Lorinčík | 4.056 m²    | |
|            | Cintorín Šaca. Begraafplaats "Šaca".                         | Stadsdeel Šaca, aan de straat: Jabloňová | 11.353 m²   | |
|            | Cintorín Šaca. Begraafplaats "Šaca".                         | Stadsdeel Šaca, aan de straat: Šemšianska | 23.686 m²   | |
|            | Cintorín Košická Nová Ves. Begraafplaats "Košická Nová Ves". | Stadsdeel Košická Nová Ves | 8.655 m²    | |
|            | Cintorín Ťahanovce. Begraafplaats "Ťahanovce".               | Stadsdeel Ťahanovce | 21.831 m²   | |
|            | Cintorín Barca. Begraafplaats "Barca".                       | Stadsdeel Košice-Barca | 10.831 m²   | |

## Illustraties

Openbare begraafplaats
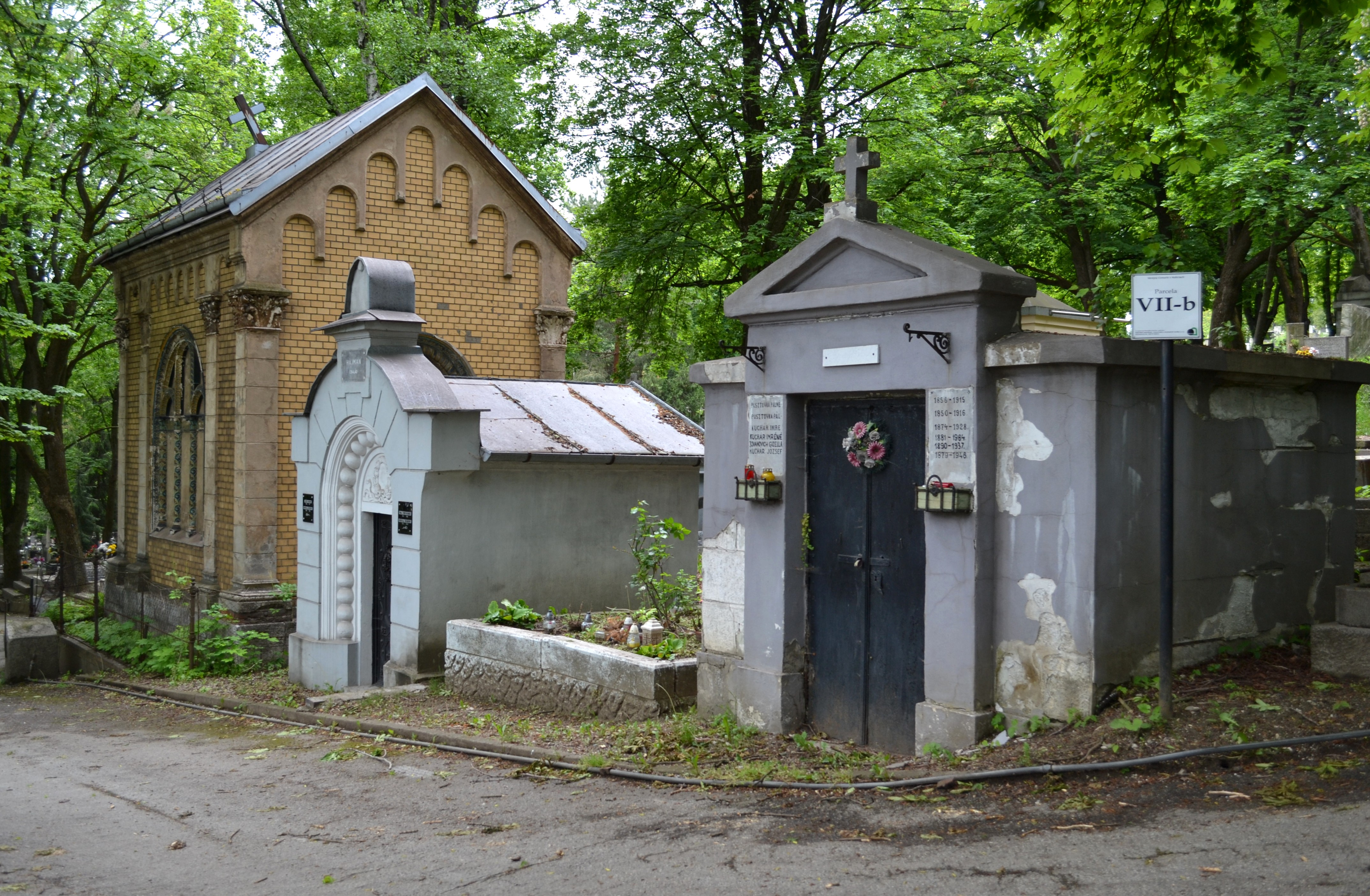
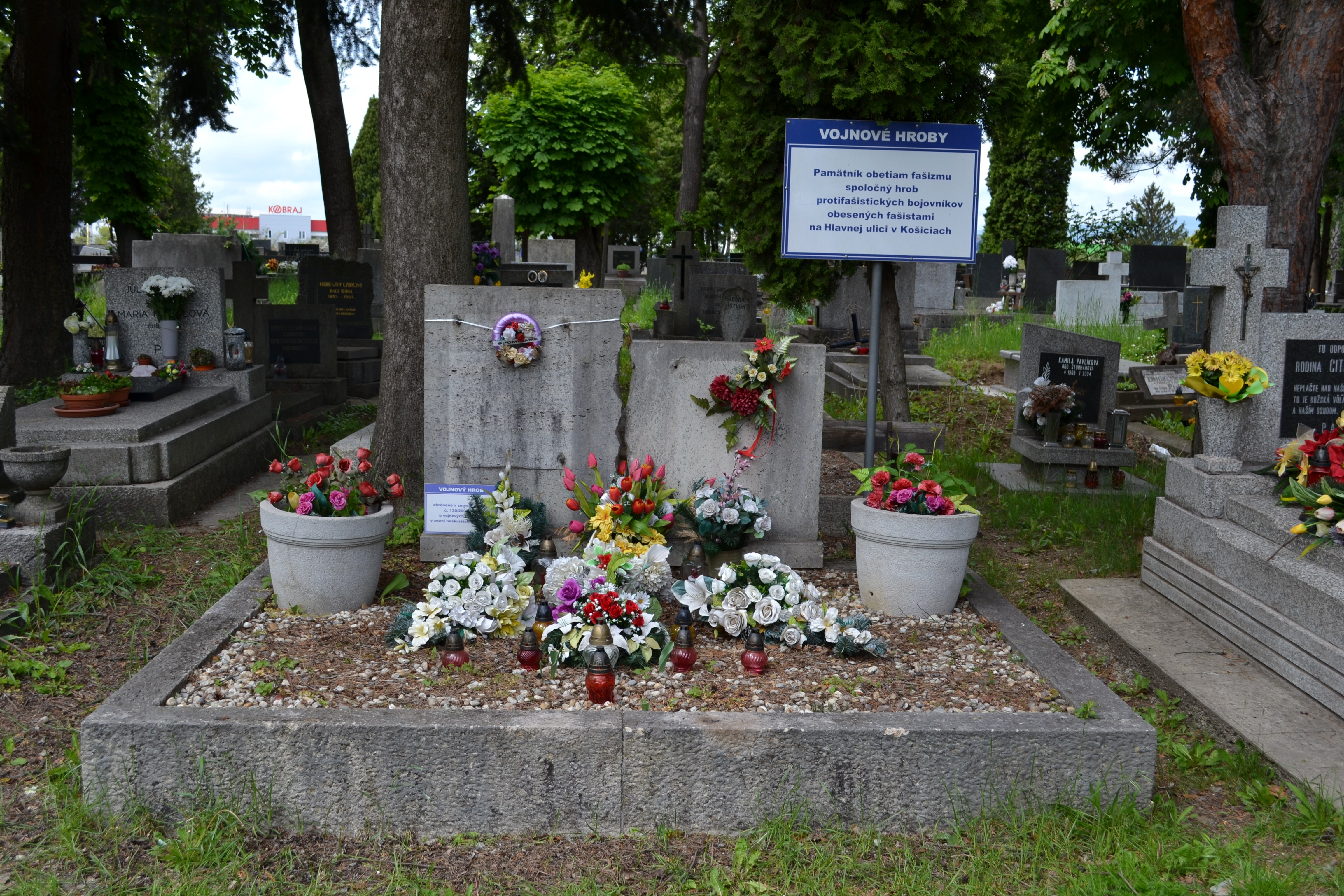
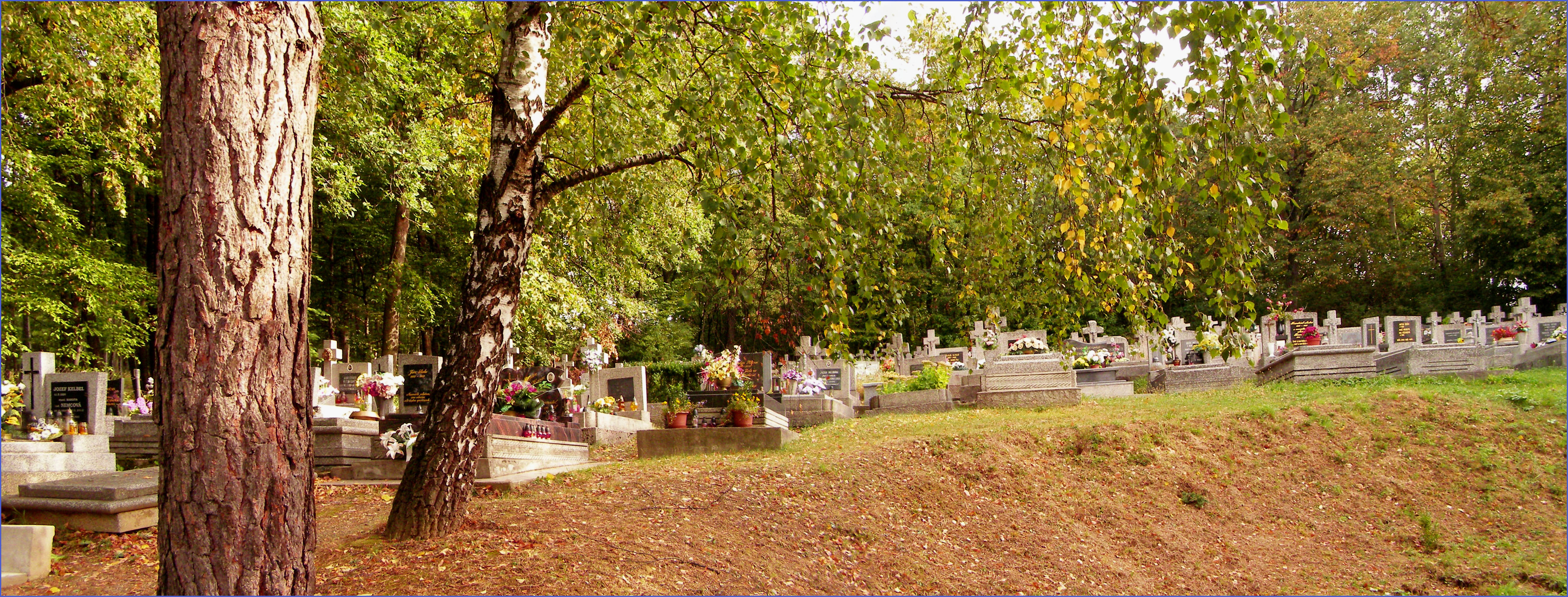
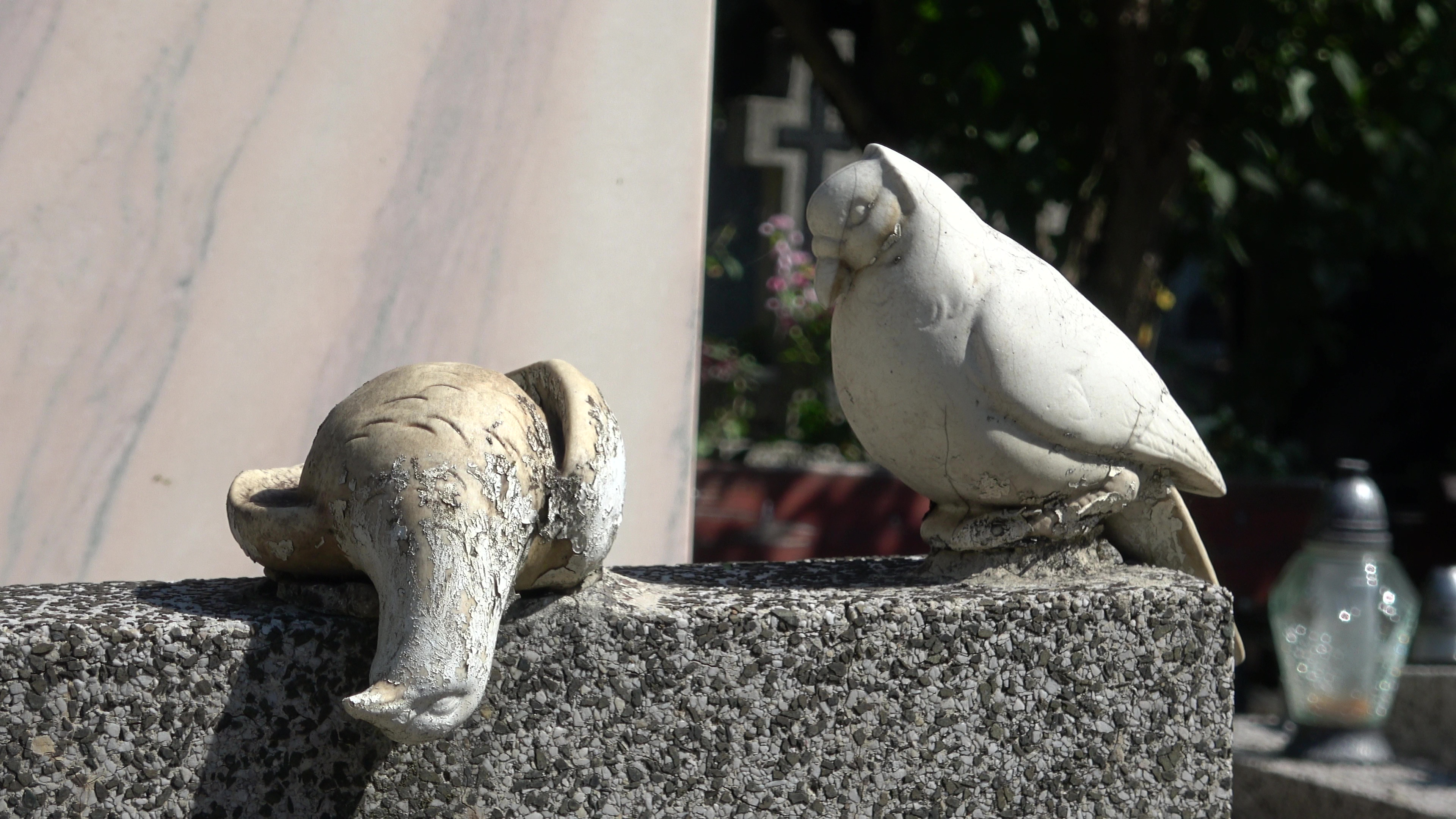
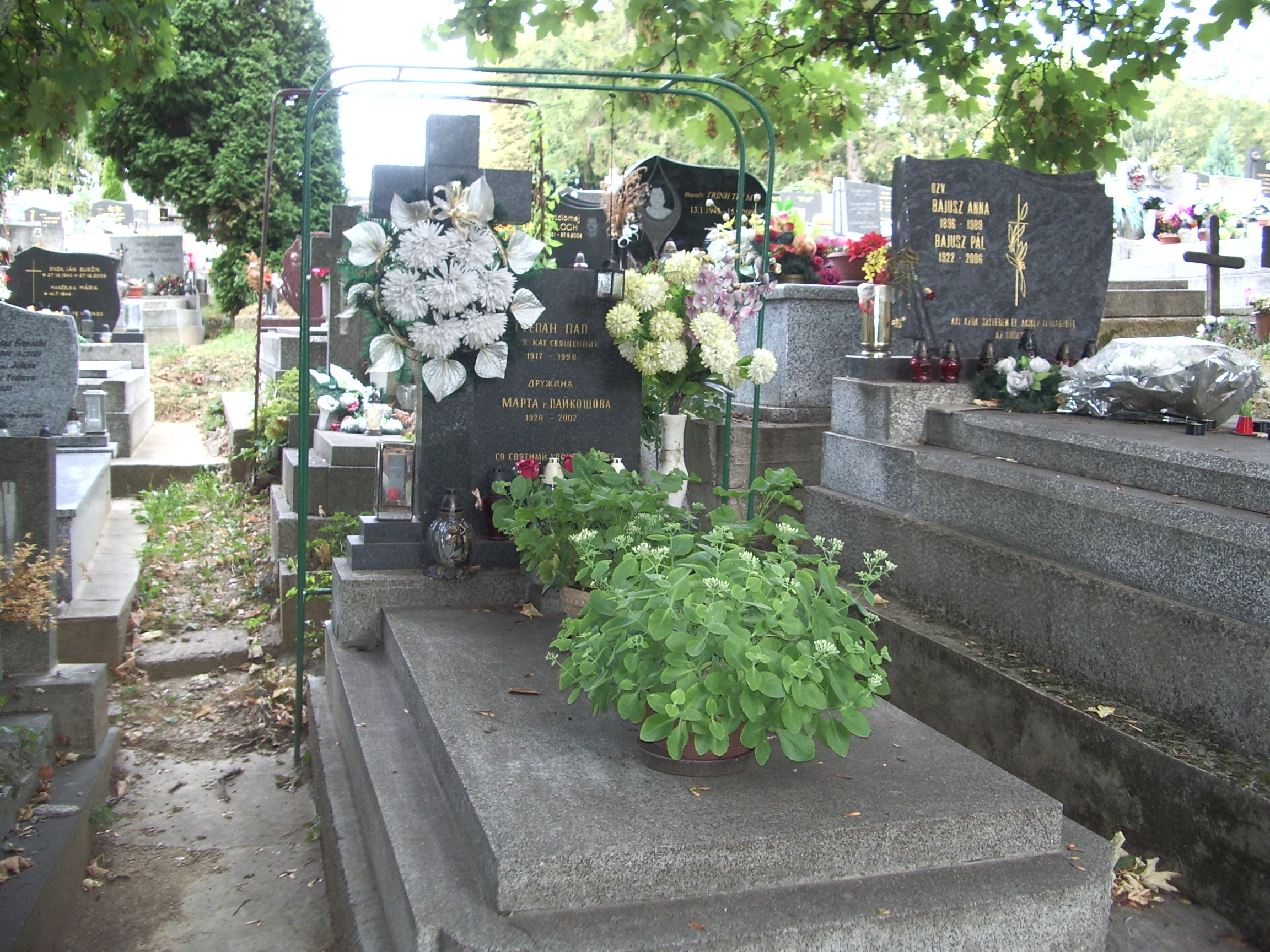

Joodse begraafplaats
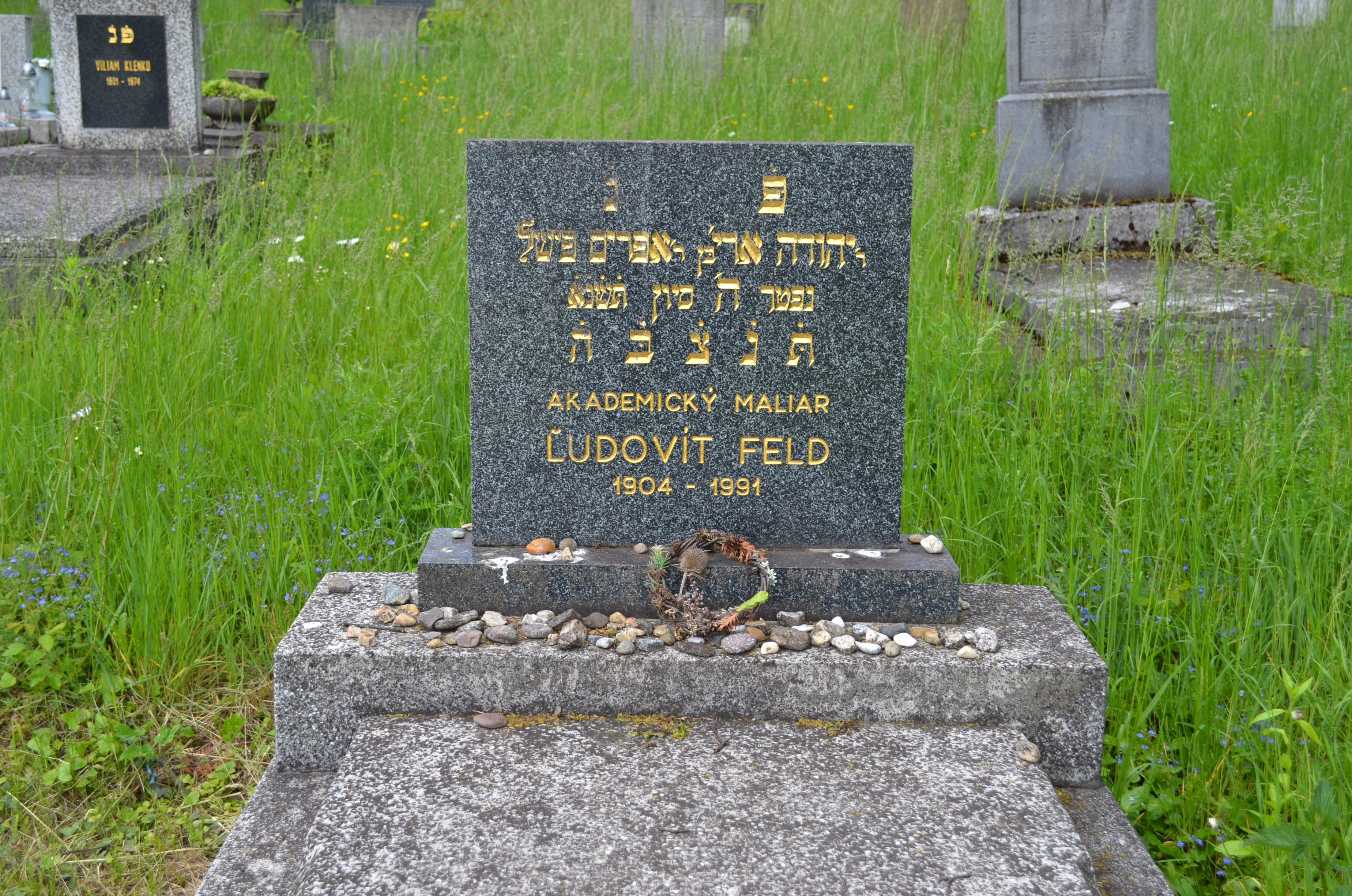
Graf van schilder L'udovit Feld
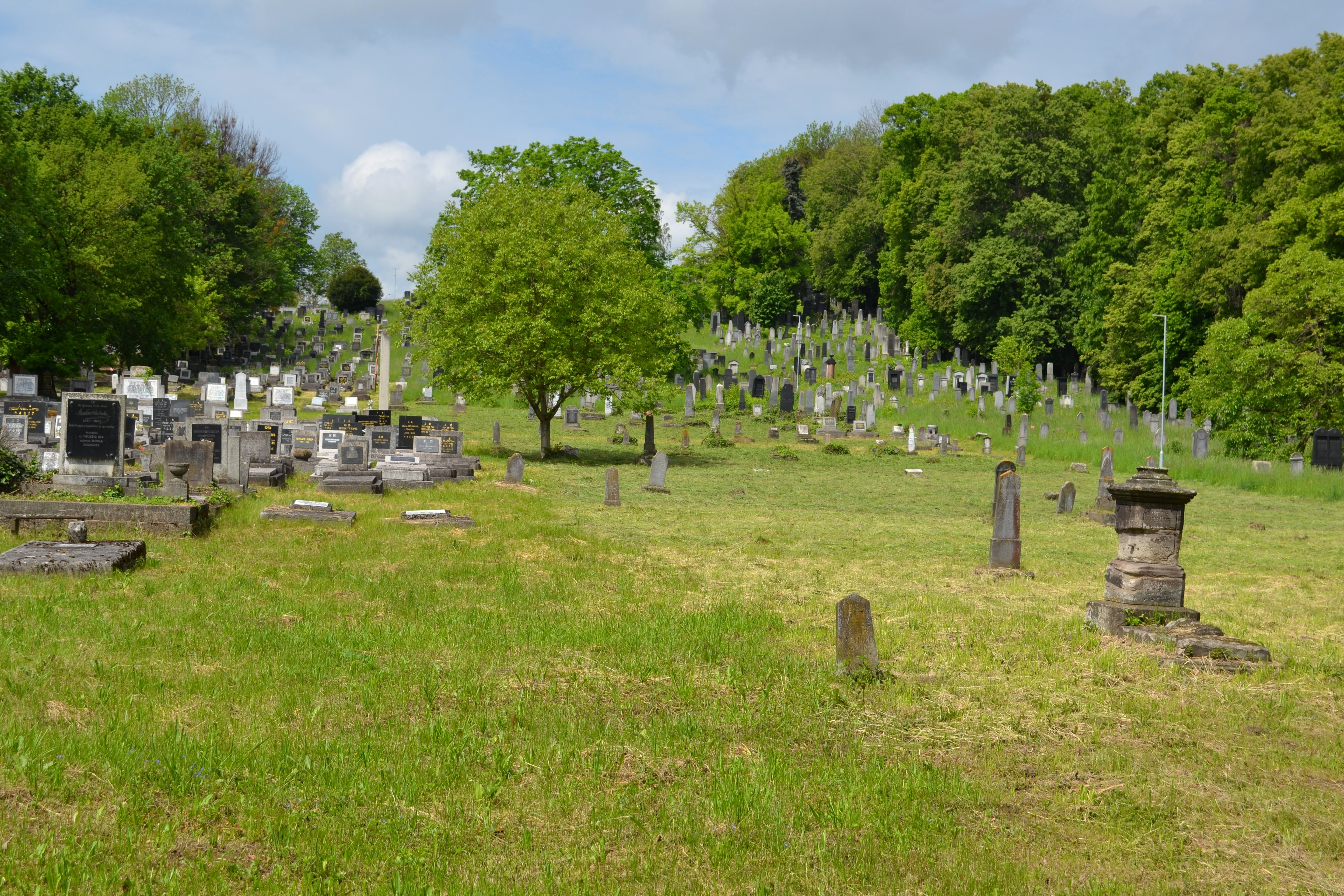
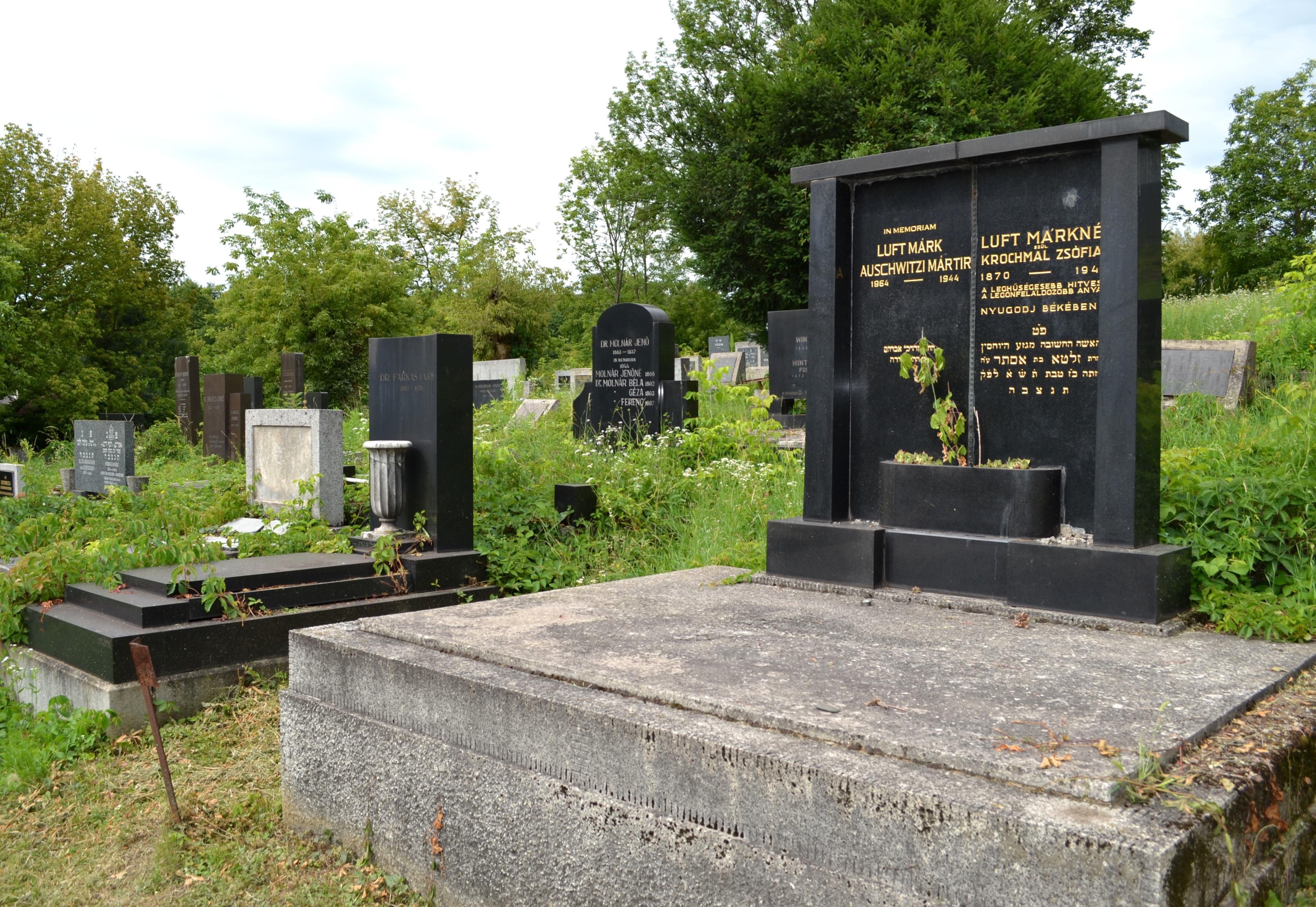
Familie Luft, dood door de Holocaust.
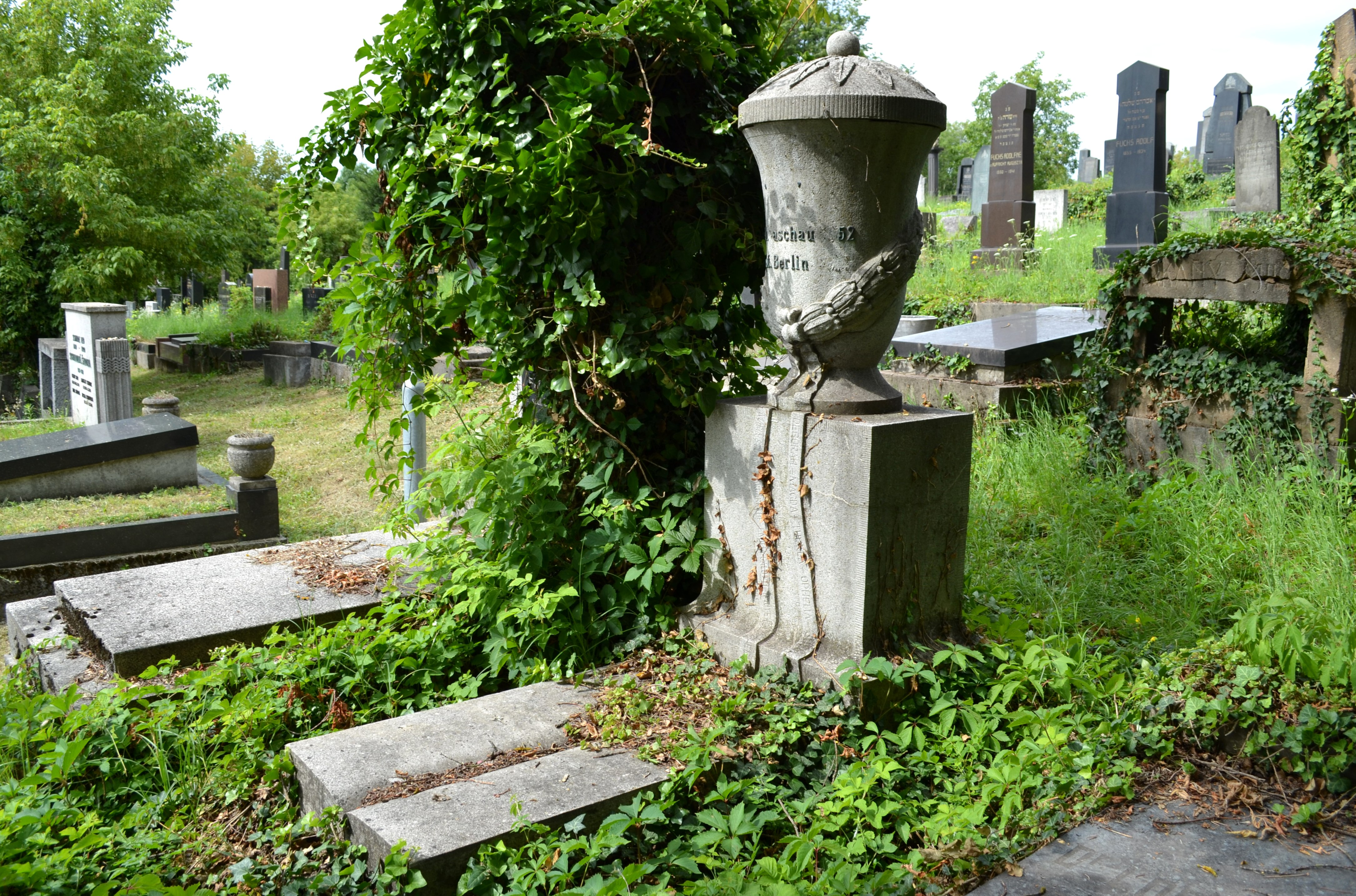
Graf van toneelactrice Mária Bárkány
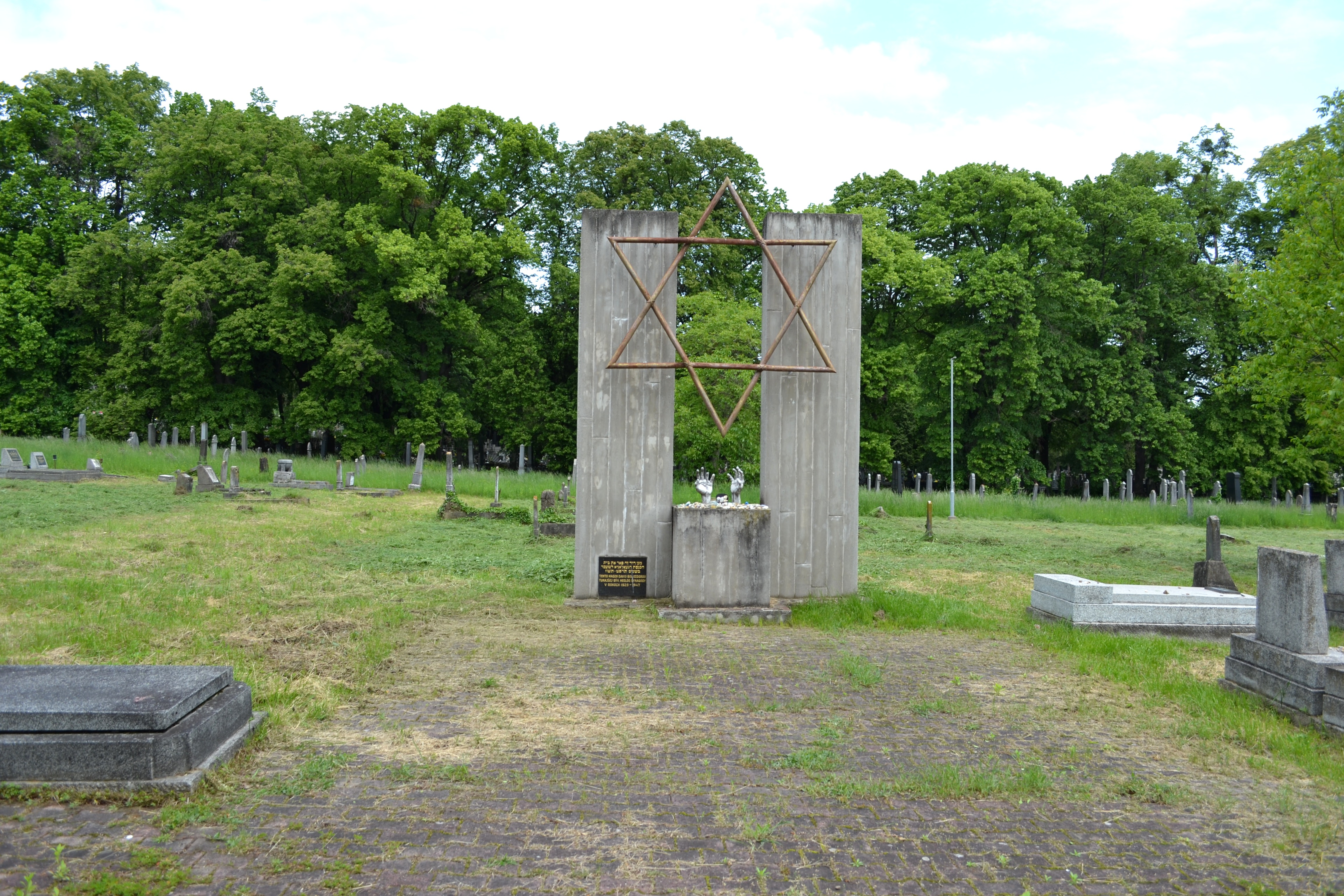
Herdenking van de Holocaust

Sint-Rosaliabegraafplaats
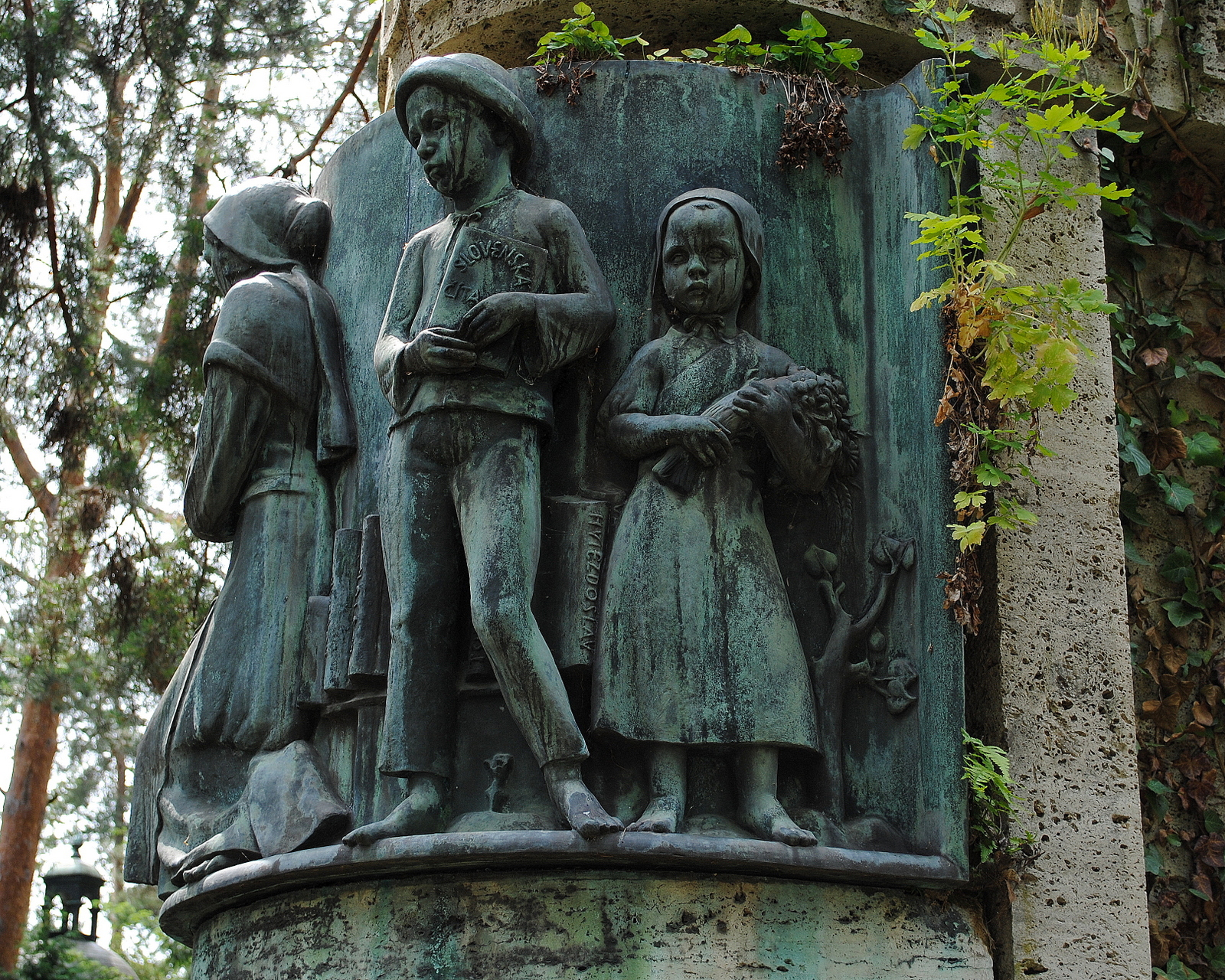
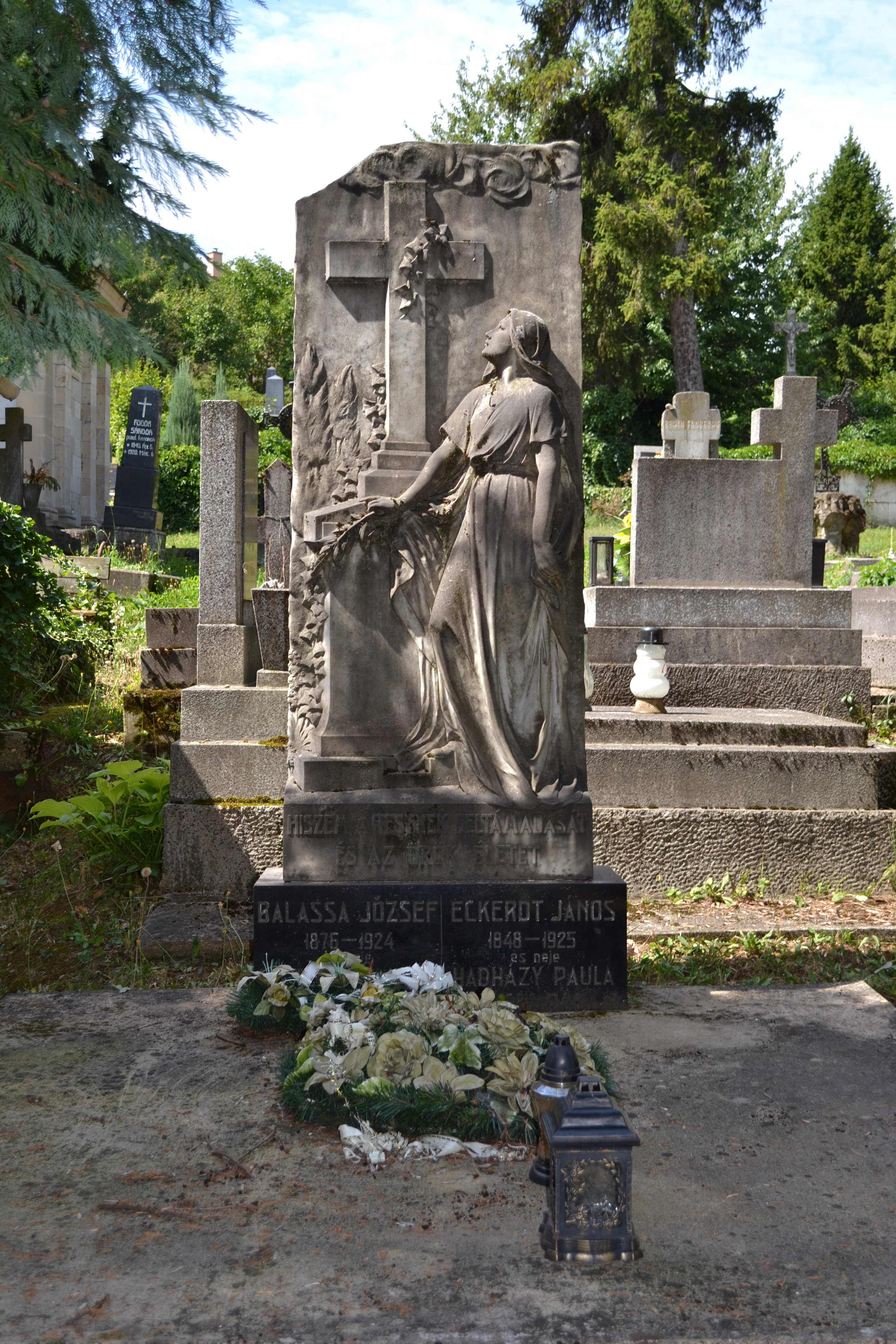
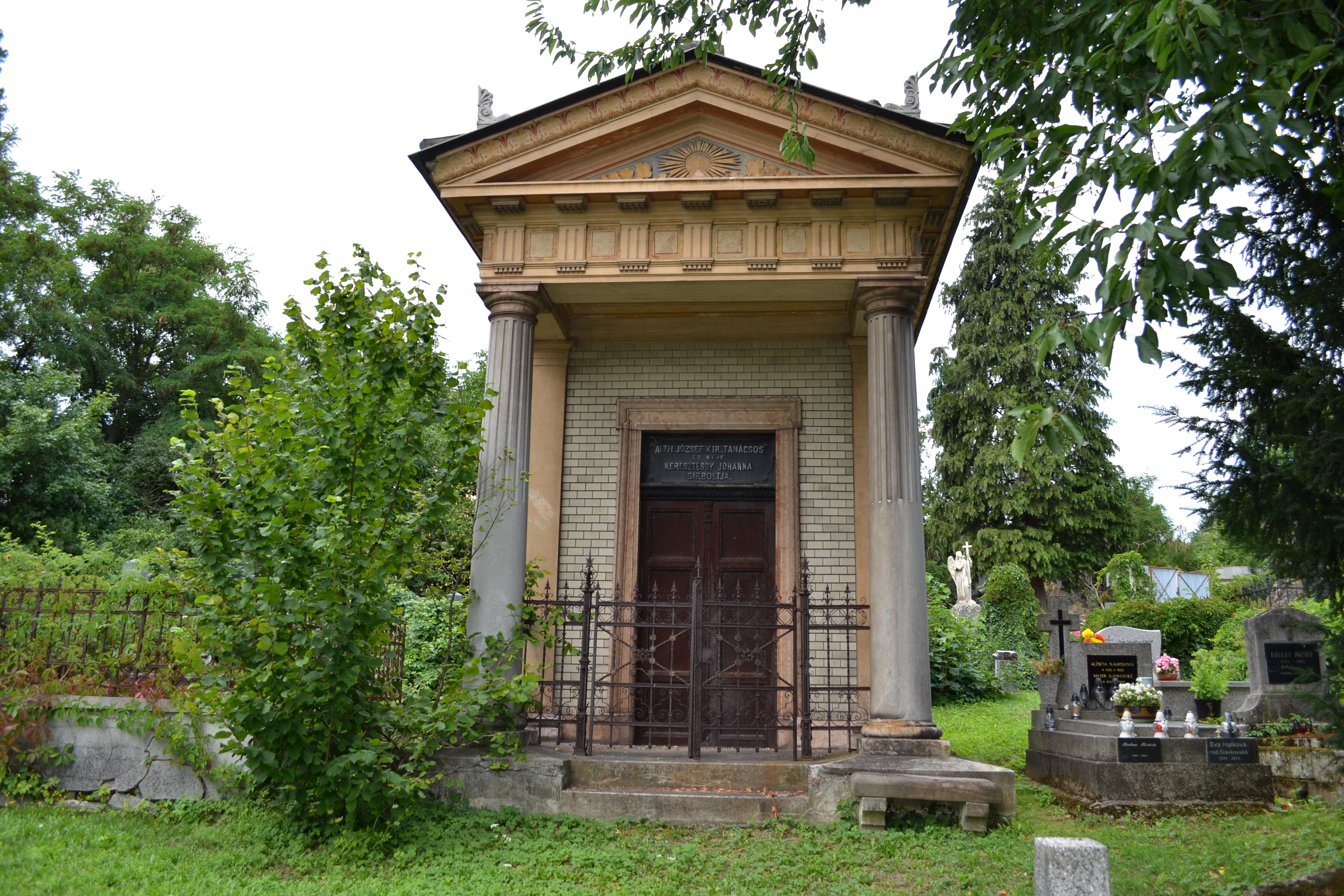
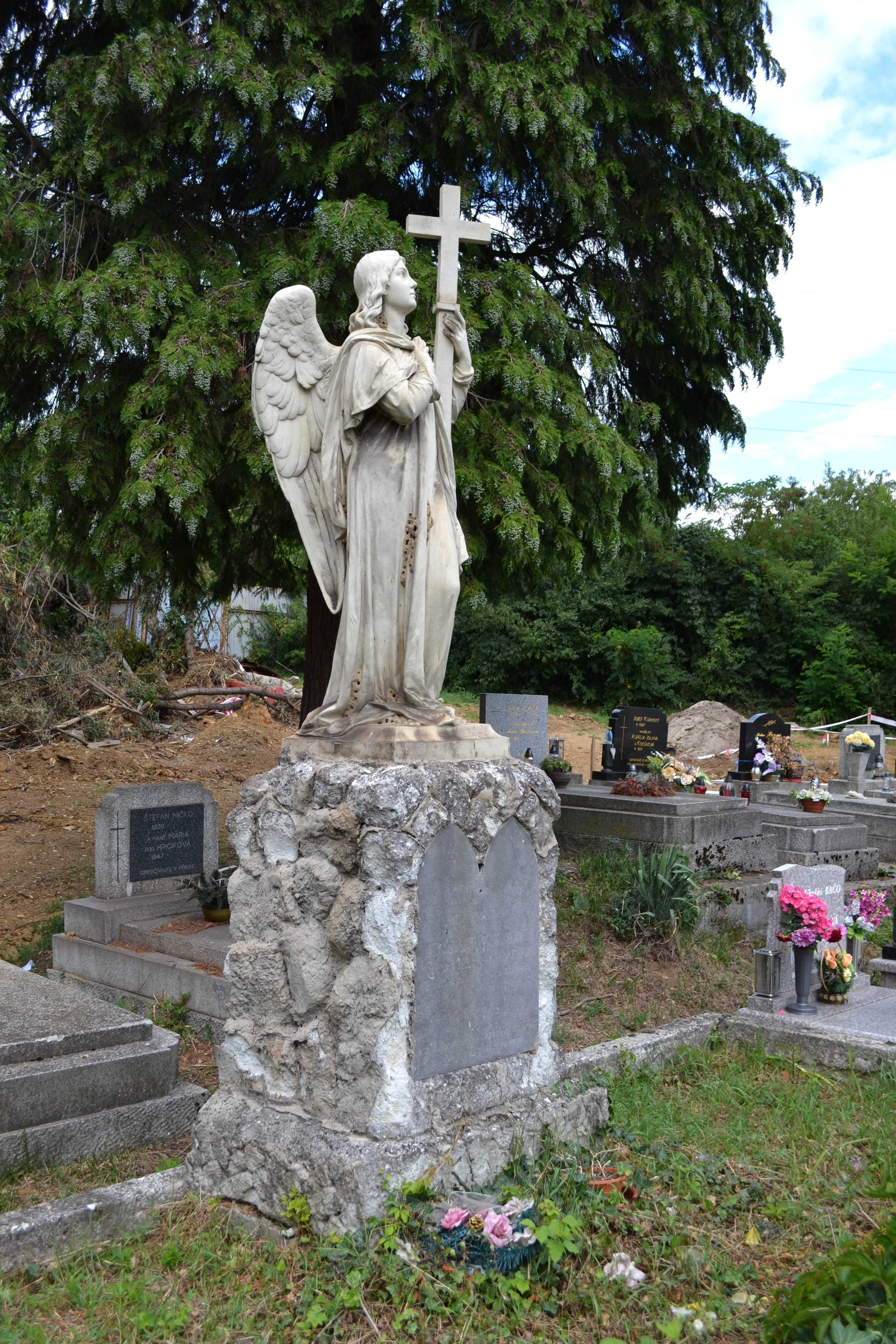
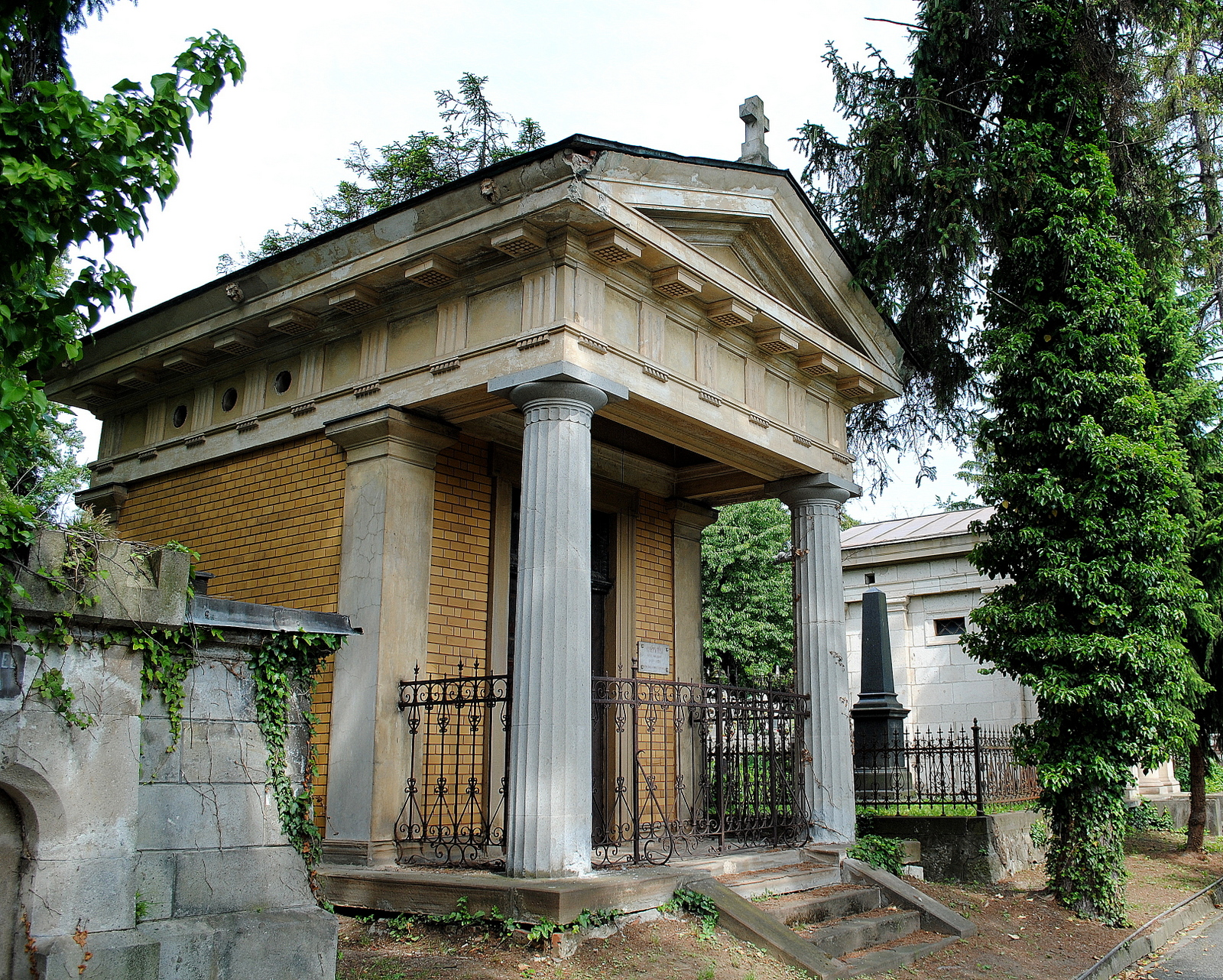
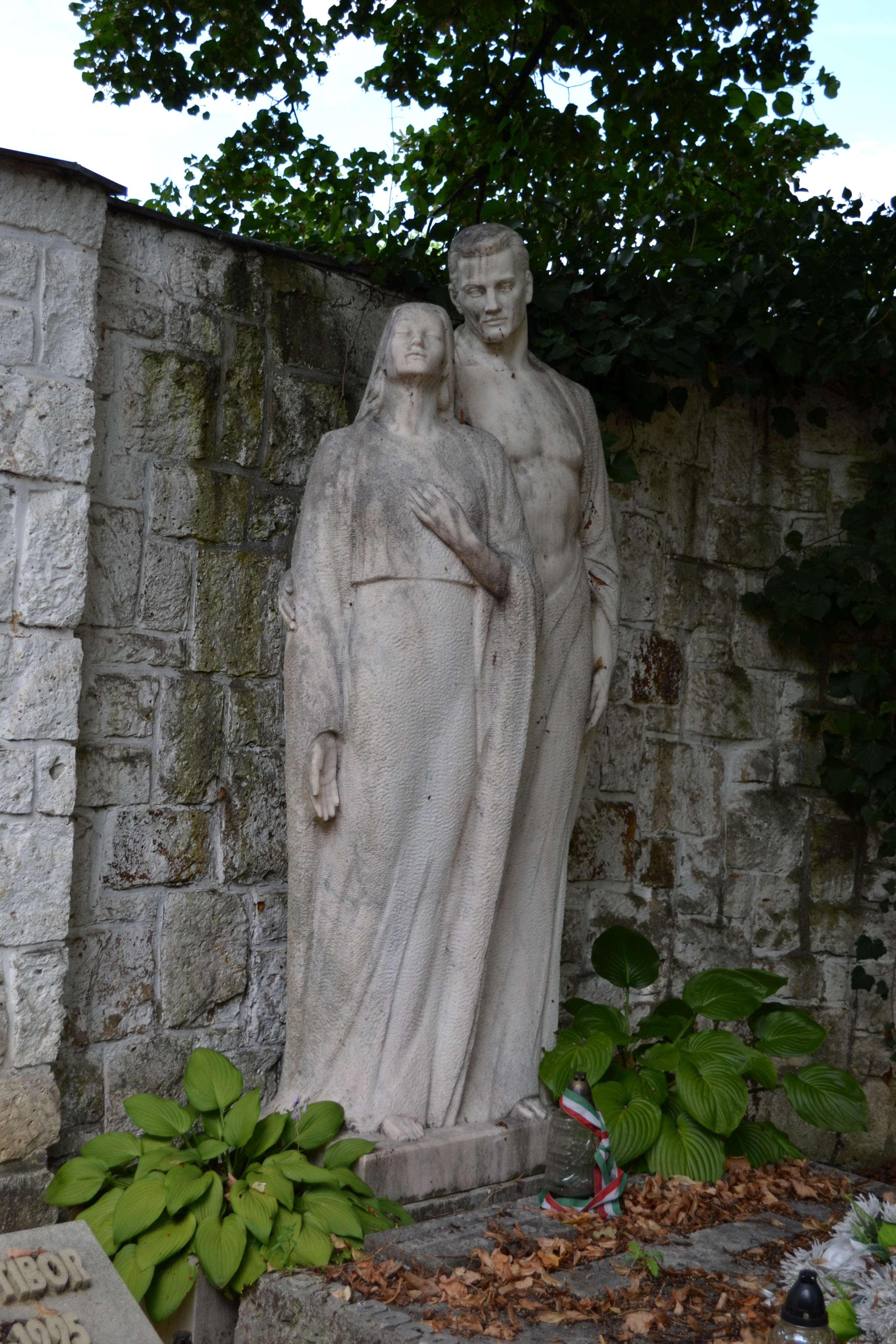
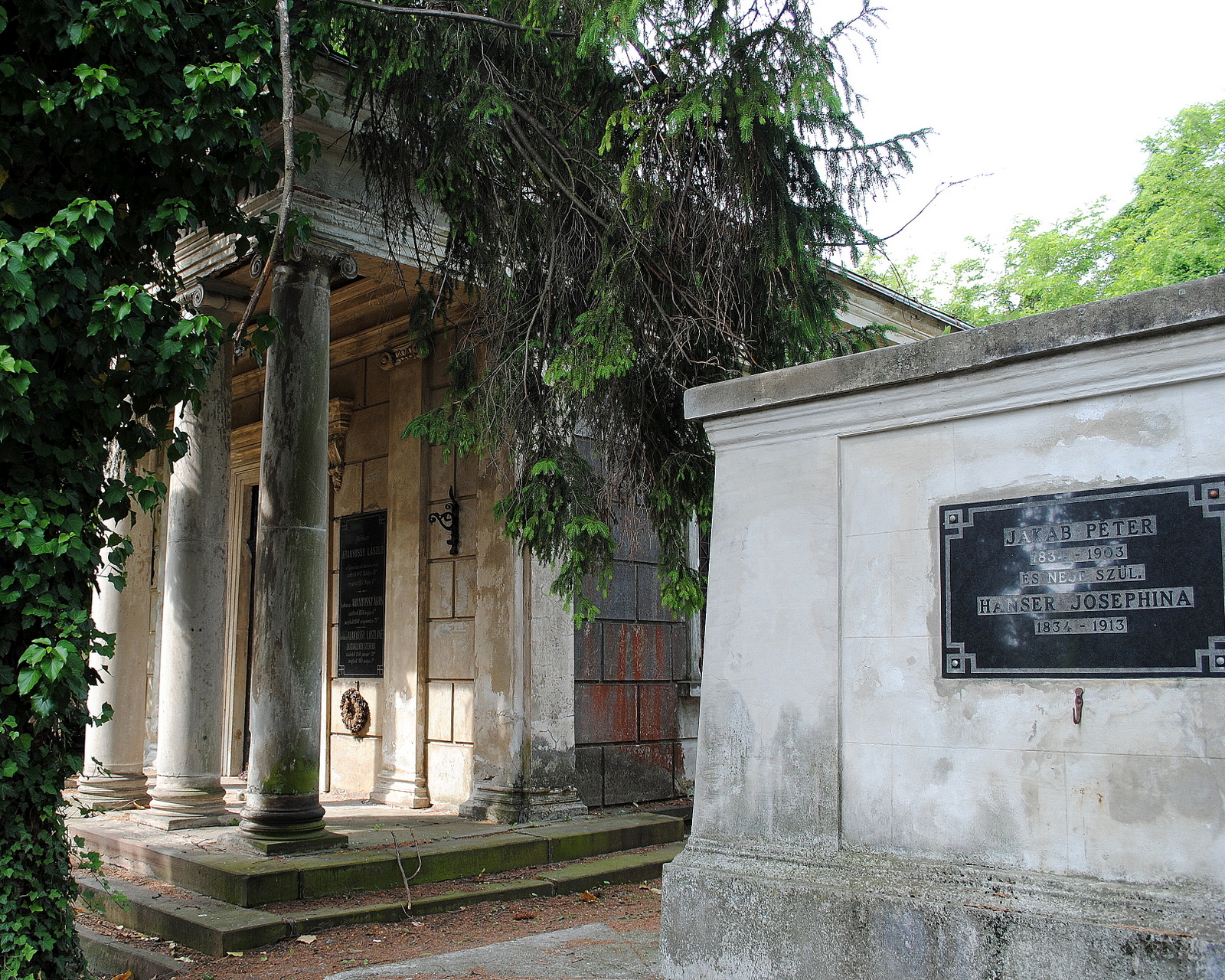
Graf van architect Péter Jakab (rechts)